# Frau Doktor
Frau Doktor est un groupe de ska allemand, originaire de Wiesbaden. En plus de l'Allemagne, le groupe a joué en Autriche, en Espagne, en France et en Suisse.

## Biographie
Frau Doktorest formé en 1995, à Wiesbaden. Deux ans après sa création, le groupe publie son premier album studio, Süße Ska-Musik. Suivent les deux autres albums : Dauercamper (200) et Penner Superdisco (2002).
Le groupe annonce, en janvier 2010, sa dissolution prévue pour automne la même année. Leur tournée d'adieu s'effectue entre août et octobre 2010. Entretemps, ils publient un dernier album, intitulé Grenzen der Gemütlichkeit, au label Rookie Records,,. Le groupe comptait dix membres et jouait du ska traditionnel, avec des éléments de soul, de rocksteady et de punk. Les paroles ironiques et kitsch combinaient esthétiques et humour. Parmi les chansons les plus connues du groupe se trouvent Alte Männer, Süße Ska-Musik, Alter Freund, Schuld ist sie et Ska-Stars.
Frau Doktor annonce un concert pour le 19 juin 2015, et un autre le 27 juin 2015. L'année 2016 assiste à un autre concert du groupe le 9 septembre au Schlachthof, à Wiesbaden, et le 10 septembre au Monkey Music Club, à Hambourg.

## Discographie
- 1997 : Süße Ska-Musik
- 1998 : Muss! (EP)
- 2000 : Dauercamper
- 2002 : Penner Superdisco
- 2004 : Wunschkonzert (live)
- 2006 : Wer Mich Leiden Kann Kommt Mit
- 2010 : Grenzen der Gemütlichkeit